# Hamoud Al-Shemmari
Hamoud Al-Shemmari   (Kuwait, 26 de setembre de 1960) és un exfutbolista kuwaitià de la dècada de 1980.
Fou internacional amb la selecció de futbol de Kuwait amb la qual participà a la Copa del Món de futbol de 1982.
Pel que fa a clubs, destacà a Kazma Sporting Club.